# Androy

Androy ist die südlichste Region Madagaskars

Androy ist eine der 22 Regionen Madagaskars. Es gehört zur Provinz Toliara im Süden der Insel. Es grenzt im Westen an Atsimo-Andrefana und im Osten an Anosy.

## Geographie
Die Hauptstadt ist Ambovombe. Androy hat 733.933 Einwohner (2013), die Oberfläche beträgt 19.317 km².

## Verwaltungsgliederung
Die Region ist in vier Distrikte aufgeteilt:
- Ambovombe
- Bekily
- Beloha
- Tsiombe

Der Verwaltungschef ist seit 2007 Andrien Hatrifenjanahary (Stand 2010).

## Sonstiges
Der Nationalpark Andohahela befindet sich in dieser Region.